# Rue du Cardinal-Tisserant
Pour les articles homonymes, voir Tisserant.
La rue du Cardinal-Tisserant est une voie de la commune de Nancy, dans le département de Meurthe-et-Moselle, en région Lorraine.

## Situation et accès
La rue du Cardinal-Tisserant est placée au sein de la Ville-neuve, à proximité immédiate du centre commercial Saint Sébastien, et appartient administrativement au quartier Charles III - Centre Ville.

## Origine du nom
Elle porte le nom du cardinal Eugène Tisserant